# ハーパーズ・フェリー駅
ハーパーズ・フェリー駅（英語：Harpers Ferry Train Station）は、ウェストバージニア州ハーパーズ・フェリーポトマック・ストリートおよびシェナンドー・ストリートにある駅。 

## 駅舎
現用の駅舎は1894年にボルチモア・アンド・オハイオ鉄道によって建てられた。この駅舎上部にはかつてタワーがあったが1950年に取り壊されていた。2006年、210万ドルを費やしてこの駅舎を1931年当時の外観に復元する工事が実施され、あわせてタワーも再建された。

## 利用可能な鉄道路線／列車
アムトラックの停車する列車は下記の通り。
シカゴとワシントン間の夜行長距離列車キャピトル・リミテッド号…1日1往復停車
MARC（マーク）の発着路線は下記の通り。
マーティンズバーグとワシントン間のブランズウィック線…平日のみ運行